# Ahmed Raïssouni
 (décembre 2018).
Si vous disposez d'ouvrages ou d'articles de référence ou si vous connaissez des sites web de qualité traitant du thème abordé ici, merci de compléter l'article en donnant les références utiles à sa vérifiabilité et en les liant à la section « Notes et références ».
Ahmed Raïssouni, (est né en 1953 à Ksar El Kébir près de Larache), est un théologien et homme politique de tendance islamiste marocain. Chef du Mouvement de l'unicité et de la réforme (MUR) jusqu'au printemps 2003, il était considéré comme l'un des idéologues du MUR/PJD.

## Biographie
Alors qu'il était élève au lycée, il adhère à une association tabligh wa daâwa. En 1976, alors qu'il n'a que 23 ans, il crée l'Association islamique de Ksar el-Kébir.
En 1978, il obtient une licence de la charia à l'université Quaraouiyine de Fès, puis, en 1992, un doctorat de théologie à l'université Mohammed V de Rabat. Il devint alors professeur de la charia au sein du département des lettres de la faculté de Rabat.
Étant l'une des têtes pensantes du mouvement islamiste marocain, il est devenu naturellement le chef du MUR, la boîte à idées et de cadres du PJD, jusqu'à ce que la monarchie marocaine décide de faire pression sur ses « frères » de parti afin qu'il soit écarté des postes de responsabilité. La raison se trouve dans sa position sur la « commanderie des croyants » (imarat al mouminine), titre que porte le royaume du Maroc.
Il s'exile alors volontairement en Arabie saoudite, avant de devenir professeur à l'université du Qatar et vice-président de l'Association mondiale des savants musulmans.
Il est auteur de plusieurs livres sur les finalités de la religion (makassid a dine).
Il est l'un des rares théologiens musulmans qui ose interpréter les textes de manière libérale en restant tout de même fidèle à l'orthodoxie sunnite.
En août 2022, Ahmed Raissouni, a remis en cause l’existence de la Mauritanie et des frontières de l'Algérie et prôné un retour au « Grand Maroc ». .

## Sa demande à "marcher vers  Tindouf"
Dans une interview télévisée avec le média marocain "Blanca TV", les déclarations de Raissouni ont suscité la controverse en niant l'existence de la Mauritanie et en l'appelant à marcher vers elle et vers Tindouf, en Algérie. Ces déclarations ont suscité la polémique et l'indignation tant en Mauritanie qu'en Algérie. Quant à l'Union internationale des savants musulmans, dont il est le président, elle a déclaré que les déclarations de Raissouni n'engagent pas l'union, mais seulement sa personne.

## Démission de la présidence de l'Union internationale des savants musulmans
Le 28 août 2022, Ahmed Raïssouni démissionne de la présidence de l'Union internationale des savants musulmans après avoir a provoqué un tollé en raison de ses récentes déclarations sur un appel au djihad en Algérie et en Mauritanie.
L'Association des oulémas musulmans d'Algérie avait décidé de geler son adhésion à l'Union internationale des savants musulmans, à la suite de ses propos.
L'Union internationale des savants musulmans, organisation réputée proche du Qatar et de la confrérie des Frères Musulmans, a désavoué les déclarations de Raissouni et les a considérées comme "de simples opinions personnelles qui ne concernaient pas l'institution", tout en gardant le silence sur ses propos invitant à "marcher sur Laâyoune et Tindouf".